# Inno nazionale della Repubblica Dominicana
L'inno nazionale della Repubblica Dominicana è anche noto dal suo incipit come Quisqueyanos valientes. Fu composto da José Rufino Reyes Siancas su testo di Emilio Prud'homme.
La prima versione dei versi di Prud'homme fu pubblicata il 16 agosto 1883 dal settimanale El Eco de la Opinion.
Il 17 agosto 1883 l'inno, così composto, fu eseguito durante un evento organizzato dalla stampa nazionale presso la sede della Loggia Esperanza di Santo Domingo. Fu cantato da un gruppo di giovani, con l'accompagnamento di una piccola orchestra. La composizione fu ben accolta dal pubblico e da allora iniziò lentamente a diventare popolare.
Nel 1897, il giornale della capitale El Teléfono pubblicò una edizione del testo di Prud'homme, corretta dallo stesso autore.
Lo stesso poeta volle rivedere la sua opera, considerando che la prima versione presentava errori dovuti alla sua inesperienza giovanile. Sebbene avesse 27 anni quando scrisse il suo inno, nel 1883, si vide costretto ad ampliare tardivamente la sua formazione letteraria, a causa della sua estrazione sociale umile. Questa seconda versione divenne quella definitiva.
Con il nuovo testo approvato a larga maggioranza, il Congresso Dominicano adottò Quisqueyanos Valientes come inno nazionale dopo accesi dibattiti il 7 giugno 1897. L'allora presidente Ulises Heureaux pose il veto comunque, probabilmente a causa dell'avversione di Emilio Prud'homme nei confronti del suo governo dittatoriale.
L'inno fu finalmente adottato come ufficiale il 30 maggio 1934.
L'articolo 97 della Costituzione dominicana dichiara che:
Da notare che il termine "Dominicanos" non appare mai nell'inno, poiché Prud'homme utilizzò costantemente il termine poetico Quisqueyanos. Quisqueya è il nome dell'isola di Hispaniola nella lingua dei Taino, il cui significato è "Madre della Terra"; il termine è utilizzato per fare riferimento alla Repubblica Dominicana.
Nel tempo si è diffusa la denominazione dell'Inno Nazionale Dominicano come Quisqueyanos valientes, anche se Emilio Prud'homme intitolò il suo poema semplicemente Himno Nacional.

## Testo originale spagnolo
Quisqueyanos valientes, alcemos 

Nuestro canto con viva emoción,

Y del mundo a la faz ostentemos

Nuestro invicto glorioso pendón.
Salve el pueblo que intrépido y fuerte, 

A la guerra a morir se lanzó 

Cuando en bélico reto de muerte 

Sus cadenas de esclavo rompió.

Ningún pueblo ser libre merece 

Si es esclavo indolente y servil; 

Si en su pecho la llama no crece 

Que templó el heroismo viril.
Más Quisqueya la indómita y brava 

Siempre altiva la frente alzará: 

Que si fuere mil veces esclava 

Otras tantas ser libre sabrá. 

Que si dolo y ardid la expusieron 

de un intruso señor al desdén,

¡Las Carreras! ¡Beller!... campos fueron 

que cubiertos de gloria se ven.
Que en la cima de heroíco baluarte,

de los libres el verbo encarnó,

donde el genio de Sánchez y Duarte

a ser libre o morir enseñó.
Y si pudo inconsulto caudillo

de esas glorias el brillo empañar,

de la guerra se vió en Capotillo

la bandera de fuego ondear.
Y el incendio que atónito deja

de Castilla al soberbio león,

de las playas gloriosas le aleja

donde flota el cruzado pendón.
Compatriotas, mostremos erguida

nuestra frente, orgullosos de hoy;

mas Quisqueya será destruida

pero sierva de nuevo, jamás.
Que es santuario de amor cada pecho

do la patria se siente vivir;

Y es su escudo invencible, el derecho;

Y es su lema: ser libre o morir.
Libertad que aún se yergue serena

La victoria en su carro triunfal.

Y el clarín de la guerra aún resuena

Pregonando su gloria inmortal.
¡Libertad! Que los ecos se agiten 

Mientras llenos de noble ansiedad

Nuestros campos de gloria repiten

¡Libertad! ¡Libertad! ¡Libertad!